# Grand Canyon Skywalk

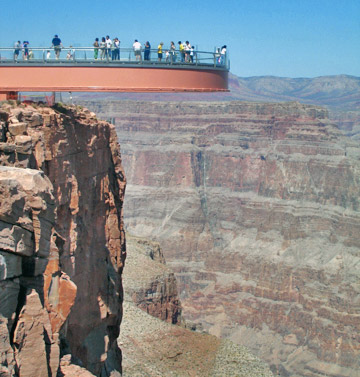
Grand Canyon Skywalk

De Grand Canyon Skywalk is een zwevend glasplatform, boven de Grand Canyon bij Grand Canyon West in Arizona in de Verenigde Staten.
Deze attractie werd op 21 maart 2007 geopend, de bouw duurde drie jaar. De eerste stappen werden gezet door de voormalige astronaut Buzz Aldrin in het gezelschap van Hualapai-indianen die in de streek wonen.
De Skywalk biedt de mogelijkheid om op een hoefijzervormig glasbalkon tot 22 meter over de diepe Grand Canyon te wandelen. De diepte die men recht onder de Skywalk ervaart is 300 à 400 meter, maar vanaf de brug ziet men de Colorado op 1200 meter diepte verderop liggen. De Skywalk bevindt zich in het Hualapai-indianenreservaat.
De bodem van het balkon bestaat uit speciaal glas met een dikte van 75 mm, dat in Duitsland werd gemaakt. De constructie weegt 482 ton en zou bestand zijn tegen windstoten tot 160 km/u en aardschokken van 8 op de schaal van Richter. Hoewel De Skywalk in staat is om 800 mensen te dragen worden er maar 120 tegelijk toegelaten. De bezoekers moeten speciale schoenbescherming dragen om krassen op het glas te vermijden. Er worden per jaar ongeveer 600.000 bezoekers verwacht. Het project heeft 30 miljoen dollar gekost. De bezoeker aan de Skywalk krijgt voor de toegangsprijs van 75 dollar exclusief btw tevens een busrit, een bezoek aan Guanopoint en een lunch aangeboden.

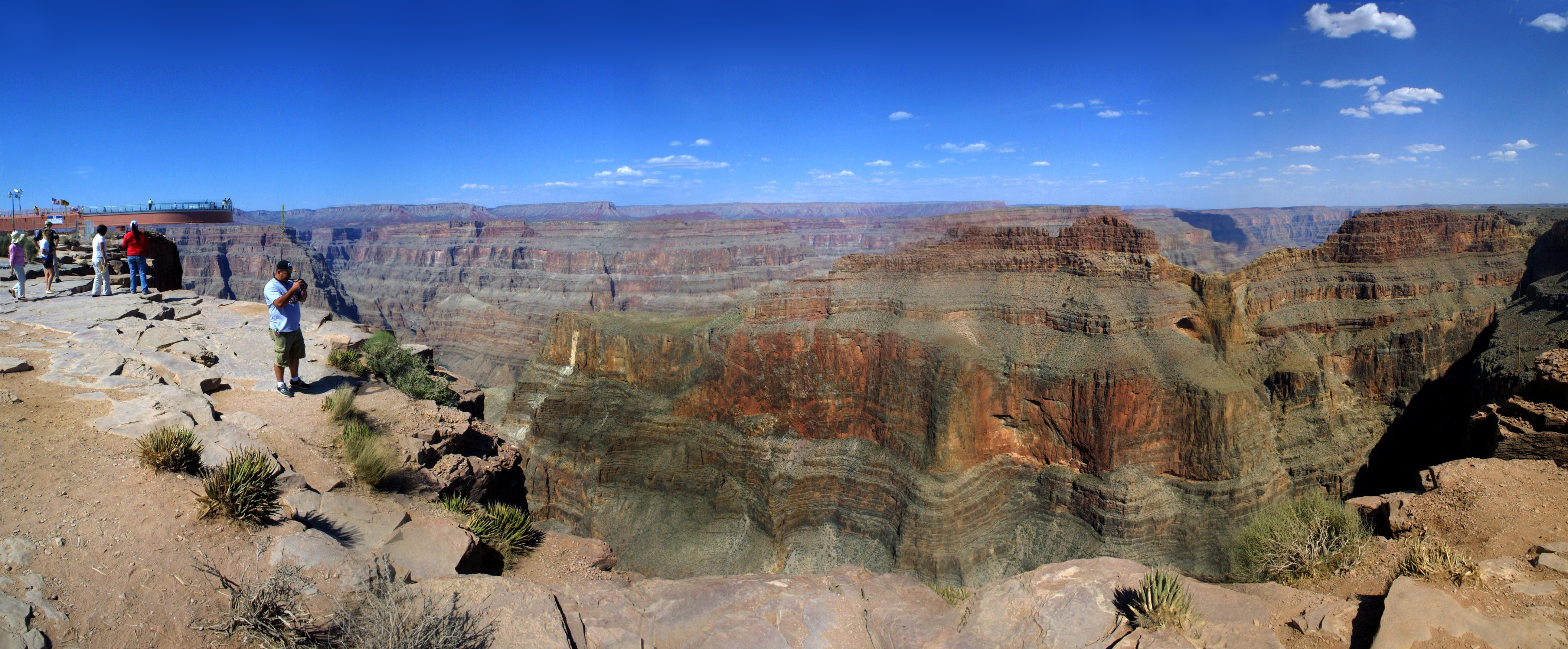
Links de Skywalk, die boven de Grand Canyon uitsteekt

Om de Skywalk te bereiken moet men eerst een pas sedert 2014 volledig geasfalteerde 20 kilometer lange weg volgen. 
Het is niet toegestaan zelf foto's te maken op de Skywalk; aanwezig personeel kan foto's van bezoekers maken die daarna kunnen worden gekocht voor 25 dollar per stuk. Dit en het relatief hoge prijskaartje van de tour naar de Skywalk heeft de attractie het imago bezorgd van toeristenval.